# Municipio de Eagle (condado de Pike)
El municipio de Eagle (en inglés: Eagle Township) es un municipio ubicado en el condado de Pike en el estado estadounidense de Arkansas. En el año 2010 tenía una población de 285 habitantes y una densidad poblacional de 3,84 personas por km².

## Geografía
El municipio de Eagle se encuentra ubicado en las coordenadas 34°18′53″N 93°40′58″O / 34.31472, -93.68278. Según la Oficina del Censo de los Estados Unidos, el municipio tiene una superficie total de 74.16 km², de la cual 74,07 km² corresponden a tierra firme y (0,13 %) 0,09 km² es agua.

## Demografía
Según el censo de 2010, había 285 personas residiendo en el municipio de Eagle. La densidad de población era de 3,84 hab./km². De los 285 habitantes, el municipio de Eagle estaba compuesto por el 95,79 % blancos, el 0,7 % eran amerindios, el 2,46 % eran de otras razas y el 1,05 % eran de una mezcla de razas. Del total de la población el 2,81 % eran hispanos o latinos de cualquier raza.